# IC 2603
IC 2603 ist ein Stern im Sternbild Kleiner Löwe auf der Ekliptik, den der Astronom Guillaume Bigourdan am 27. März 1887 fälschlich als IC-Objekt beschrieb.